# Marion Thénault
Marion Thénault (n. 9 aprilie 2000, Sherbrooke⁠(d), provincia Québec, Canada) este o sportivă ce a reprezentat Canada, medaliată olimpică. A participat la o ediție a Jocurilor Olimpice (2022) în care a câștigat o medalie de bronz.

## Participări
Lista de mai jos prezintă principalele competiții la care a participat Marion Thénault de-a lungul carierei.
- Schi acrobatic la Jocurile Olimpice de iarnă din 2022 - sărituri (mixt)